# Li Cseng-tao
Li Cseng-tao (李政道 Pinjin: Lǐ Zhèngdào, angolosított nevén Tsung-Dao Lee) (Sanghaj, 1926. november 24. – San Francisco, 2024. augusztus 4.) kínai-amerikai fizikus, aki a nagyenergiájú részecskefizika, a szimmetriaelvek és a statisztikus fizika területén dolgozott. 1957-ben 31 évesen Lee és Jang Csen-ning közösen kapták a fizikai Nobel-díjat a paritás sértés törvényéért, amelyet Chien-Shiung Wu kísérletileg kimutatott. Lee és Yang voltak az első kínai Nobel-díjasok.

## Családja és korai évei
Lee családja Csiangszu tartományból, Szucsouból származott. Sanghajban született, szülei hat gyermeke közül a harmadikként. Apja Tsing Kong Lee üzletember, anyja Ming Chang Chang volt. Középiskolai tanulmányait Sanghajban és Csianghsziban végezte. Egyetemi tanulmányait a Csöcsiangi Egyetemen kezdte, de a háború miatt ott félbeszakadt, és a National Southwest Associated Universityn folytatta őket Kunmingban a következő évben. Itt találkozott először Jang Csen-ninggel, akivel később együtt kapták meg a Nobel-díjat.
Lee 1946-ban a Chicagói Egyetemre ment, és Enrico Fermi alatt megcsinálta a PhD-jét. Témája a Fehér törpecsillagok hidrogéntartalma volt. 1950-ben feleségül vette Hui-Chun Jeannette Chint, akitől két fia született, James és Stephen.

## Tudományos pályája
Miután Berkeley-ben és Princetonban dolgozott 1953-ban a Columbia Egyetem adjunktusa ("assistant professor") lett. Elméleti munkássága a statisztikus fizika, részecskefizika, asztrofizika, magfizika, térelmélet és turbulencia területét foglalta magában többek között.
1956-ban Lee és Yang megoldották az ún theta-tau problémát, amikor kimondták, hogy a theta-mezon és a tau-mezon ugyanaz a részecske, csak a paritás sérülése miatt van két egymást látszólag kizáró bomlási módja. Az említett mezont ma K-mezonként ismerjük. 1957-ben Chien-hsiung Wu kísérletileg igazolta feltevésüket.
1956-ban, 29 évesen Lee a Columbia Egyetem legfiatalabb professzora lett. A Columbia aktív tagja maradt, és 1984 óta a legmagasabb tudományos besorolás, a "University Professor" birtokosa.

## Tudománypolitikai tevékenysége és késői időszaka
Nem sokkal a kínai–amerikai kapcsolatok rendezése után Lee és felesége Kínába utazhatott, ahol Lee előadásokat és szemináriumokat tartott, valamint megszervezte a CUSPEA-t (China-U.S. Physics Examination and Application). 1999-ben létrehozta Pekingben a Chun-Tsung Alapítványt felesége emlékére, aki 3 évvel korábban hunyt el. A Chun-Tsung-ösztöndíjakat egyetemi hallgatók kapják, általában a második vagy harmadik évfolyamon, öt egyetemen Kínában. Amikor nem fizikával foglalkozik, Lee "ki tette" detektívregényeket olvas.